# Entosthodon mouretii
Entosthodon mouretii är en bladmossart som beskrevs av Jelenc 1952. Entosthodon mouretii ingår i släktet koppmossor, och familjen Funariaceae. Inga underarter finns listade i Catalogue of Life.